# محمدعلی نصرت‌السلطان
محمدعلی خان نصرت السلطان ازجمله فعالین سیاسی عصر مشروطه به‌شمار می‌آید. وی در جلسات انجمن باغ میکده که در باغ سلیمان خان میکده تشکیل می‌گردید حضورداشت. این انجمنی سری در راستای حذف حکومت قاجار فعالیت می‌نمود.

## تشکیل انجمن باغ میکده

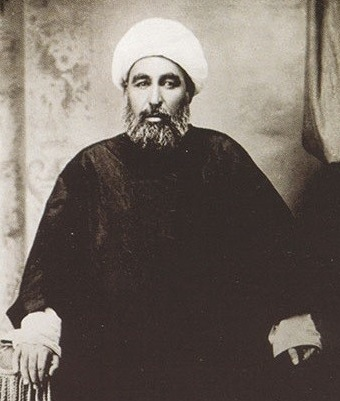
ملک المتکلمین از فعالین پیرو آیین بیانی، ازلی جنبش مشروطه

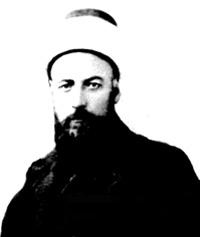
حسن رشدیه فعال بابی ضد قاجار و عضو انجمن باغ سلیمان خان میکده)

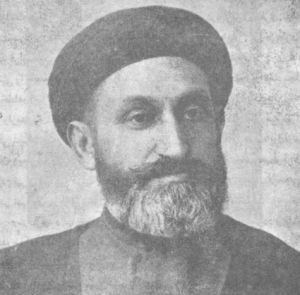
یحیی دولت‌آبادی از فعالین پیرو کتاب بیان، ازلی ^{توضیح}جنبش مشروطه

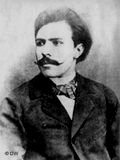
میرزا جهانگیرخان فعال مشروطه و پیرو کتاب بیان، ازلی بود
.

میرزا نصرالله ملک المتکلمین، سید جمال الدین واعظ و حاج میرزا یحیی دولت‌آبادی و دیگر تکاپوگران مشروطه با هم مسلکان شان در مخالفت با حکومت قاجار، در باغ میرزا سلیمان خان میکده جمع می‌شدند تا با تمرکز بیشتری به فعالیت‌های انقلابی خود به پردازند. تکاپوهای ایشان، سرانجام، به نقش آفرینی اساسی در تکوین جنبش مشروطه و نیز دخالت در پیشرفت آن انجامید.
گروه مؤسس، در تاریخ ۱۲ ربیع‌الاول ۱۳۲۲ در اقدامی بی‌سابقه و جسورانه اقدام به دعوت عده‌ای مورد اطمینان نمودند. برای محل تجمع باغ سلیمان خان میکده را انتخاب نمودند.
چند نفر از جمله سید جمال الدین واعظ و ملک المتکلمین و شیخ محمدمهدی شریف کاشانی سخنرانی هائی نموده و سپس قطعنامه‌ای در ۱۸ ماده خوانده و تصویب گردید، مطالب مهم آن در ارتباط با نحوه مبارزه با دربار، جلب نظر روحانیان، روشن کردن افکار عمومی با سخنرانی‌ها در مجالس مختلف و نوشتن و ارسال شرایط و وضع ایران به مطبوعات خارج از کشور بود.
مطابق منابع مختلف تاریخی، حدود نیمی از اعضای این انجمن بابی بوده‌اند. سید جمال الدین واعظ می‌گوید:تفرات بابی ازلی بر آن انجمن حاکم بود و بیشتر حاضران، آن گونه می‌اندیشیدند.

### نفرات کلیدی
در میان اعضای این انجمن، بابیان برجسته‌ای چون شیخ محمدمهدی شریف کاشانی، ملک المتکلمین، سید جمال واعظ، سید محمدرضا مساوات، سید اسدالله خرقانی، شیخ مهدی بحرالعلوم کرمانی، ابوالحسن میرزا قاجار - آقا میرزا محسن (برادر صدرالعلما) - سلیمان خان میکده - یحیی دولت‌آبادی - محمدعلی‌خان نصرت السلطان - جهانگیرخان صوراسرافیل، میرزا عباس علی خان شوکت، حامدالملک شیرازی، میرزا محمود شیرازی، حاج میرزا علی محمد دولت‌آبادی و … حضور داشتند. برخی ار ایشان در میان منسوبان نسبی و سببی صبح ازل قرار داشتند و برخی نیز در گذشته، به قبرس رفته و با پیشوای شان دیدار کرده‌اند.
مهدی ملک‌زاده از شیخ محمدمهدی شریف کاشانی بعنوان ریاست این انجمن که به انجمن باغ میکده شناخته می‌شود نام می‌برد.

## فتح تهران
پس از فتح تهران در ۱۳۲۷ در کابینه اول وزیر جنگ و در رمضان همان سال رئیس الوزرا شد. در رجب ۱۳۲۸ کابینه سپهدار معزول و کابینه میرزا حسن خان مستوفی الممالک سر کار آمد. در دهم ربیع الاول ۱۳۲۹ باز کابینه تحت ریاست سپهدار تشکیل شد. پس از ترور آیت الله بهبهانی و اختلافاتی که بین او و سردار اسعد بختیاری بروز کرد از ریاست دولت استعفا داد.
پس از پیروزی بر استبداد، اختلاف جناح‌بندی‌های درونی نیروهای مشروطه عمیق‌تر شده و به تشکیل دو حزب دست راستی اعتدال و حزب رادیکال و انقلابی دمکرات انجامید. سپهسالار چون دیگر خان‌ها، فئودال‌ها، اعیان و اشراف به حزب اعتدال پیوست. رهبر فکری این حزب آیت الله سید محمد طباطبایی بود. آیت الله بهبهانی، میرزا علی محمد دولت‌آبادی، صدرالعلما، محمدعلی خان نصرت السلطان، مرتضی قلی خان نائینی، ذکاالملک، معتمدخاقان، محمدتقی بنکدار، محمدتقی رزاز از دیگر چهره‌های برجسته آن بودند. حزب دمکرات که تشکیلات جناح رادیکال مشروطه‌خواهان بود از افرادی چون سید محمدرضا مساوات، شیخ محمد خیابانی، سید حسن تقی‌زاده، ابراهیم حکیمی، حیدر عمو اوغلی، رسول زاده، ابوالضیا، جلیل اردبیلی، محمد نجات، احمد قزوینی، محمدعلی خان تربیت، نوبری، سرتیپ دیوسالار (سالار فاتح) تشکیل شده بود. .